# Katchall Island
Katchall Island är en ö i Indien.   Den ligger i unionsterritoriet Andamanerna och Nikobarerna, i den sydöstra delen av landet, 2 900 km sydost om huvudstaden New Delhi. Arean är 174 kvadratkilometer.
Terrängen på Katchall Island är platt. Öns högsta punkt är 225 meter över havet. Den sträcker sig 17,0 kilometer i nord-sydlig riktning, och 18,1 kilometer i öst-västlig riktning.